# 20 de enero (canción)
«20 de enero» es una canción del grupo La Oreja de Van Gogh, segundo sencillo del álbum Lo que te conté mientras te hacías la dormida.

## Sobre la canción
La canción habla sobre el encuentro de una pareja al bajar del tren en San Sebastián durante la Tamborrada. Cantada originalmente por Amaia Montero el grupo la sigue tocando y la incluyó en el recopilatorio "LOVG - Grandes Éxitos" como la pista número 2.
Fue candidata a ser el primer sencillo de Lo que te conté mientras te hacías la dormida pero finalmente el grupo y la compañía de discos se decantaron por “Puedes contar conmigo”.
Está basada en una historia real, ocurrida a Amaia. En el videoclip solo aparece Amaia (es la única canción junto con Perdida en cuyo videoclip no aparece el resto del grupo) que al principio se acuesta en la cama, pero después, se acerca hacia la puerta y la abre. Entonces aparece una estación de tren y la propia Amaia convertida en un dibujo animado.
Además, también se incluye en el álbum del grupo Nuestra casa a la izquierda del tiempo, con una tonada de Leire Martínez al principio un poco calmada, luego dándole el ritmo que la caracteriza.

## Videoclip
El vídeo empieza con Amaia entrando en una habitación, se acuesta en una cama y sueña con ella misma en versión anime buscando a su amor en una estación de trenes mientras unos policías también lo buscan y mientras la gente muta en la estación. Al final se reúne con su amor en un vagón del tren.